# Leichtathletik-Südamerikameisterschaften 1981
Die XXXI. Leichtathletik-Südamerikameisterschaften fanden vom 5. bis zum 8. November 1981 in La Paz statt. Da La Paz in einer Höhe von mehr als 3000 Metern über dem Meeresspiegel liegt, waren die Leistungen in den Schnellkraftdisziplinen begünstigt, die Leistungen in den Ausdauerdisziplinen fielen hingegen deutlich unter den normalen Leistungsstandard. Statt des Marathonlaufs wurde ein Halbmarathon ausgetragen. Der 3000-Meter-Lauf der Frauen und der 400-Meter-Hürdenlauf der Frauen waren beide erstmals bei Südamerikameisterschaften angesetzt, der Siebenkampf ersetzte den seit 1969 ausgetragenen Fünfkampf.
Erfolgreichster Teilnehmer war der kolumbianische Langstreckenläufer Víctor Mora mit drei Goldmedaillen. Bei den Frauen gewann die Brasilianerin Conceição Geremias ebenfalls drei Goldmedaillen.

## Männerwettbewerbe
Die Mannschaftswertung gewann bei den Männern die brasilianische Mannschaft mit 251 Punkten vor den Chilenen mit 132 Punkten und dem Team Argentiniens mit 63 Punkten sowie den Kolumbianern mit 58 und den Bolivianern mit 54 Punkten. Hinter den Peruanern mit 35 Punkten erreichten die Paraguayer 15 Punkte vor Uruguay mit 9 Punkten sowie Ecuador und Panama mit 8 Punkten.

### 100-Meter-Lauf Männer
| Platz | Athlet            | Land | Zeit   |
| ----- | ----------------- | ---- | ------ |
| 1     | Katsuhiko Nakaya  | BRA  | 10,1 s |
| 2     | Altevir de Araújo | BRA  | 10,3 s |
| 3     | Luis Schneider    | CHI  | 10,3 s |

Finale: 6. November

### 200-Meter-Lauf Männer
| Platz | Athlet        | Land | Zeit   |
| ----- | ------------- | ---- | ------ |
| 1     | Paulo Correia | BRA  | 20,2 s |
| 2     | Héctor Daley  | PAN  | 20,5 s |
| 3     | Luis Scneider | CHI  | 20,5 s |

Finale: 8. November

### 400-Meter-Lauf Männer
| Platz | Athlet          | Land | Zeit   |
| ----- | --------------- | ---- | ------ |
| 1     | Geraldo Pegado  | BRA  | 46,8 s |
| 2     | Gérson de Souza | BRA  | 47,8 s |
| 3     | Pablo Squella   | CHI  | 48,0 s |

Finale: 8. November

### 800-Meter-Lauf Männer
| Platz | Athlet            | Land | Zeit       |
| ----- | ----------------- | ---- | ---------- |
| 1     | Cristian Molina   | CHI  | 1:53,6 min |
| 2     | José Luíz Barbosa | BRA  | 1:54,7 min |
| 3     | Wilson dos Santos | BRA  | 1:55,9 min |

Finale: 8. November

### 1500-Meter-Lauf Männer
| Platz | Athlet       | Land | Zeit       |
| ----- | ------------ | ---- | ---------- |
| 1     | Emilio Ulloa | CHI  | 4:07,1 min |
| 2     | Johnny Pérez | BOL  | 4:08,0 min |
| 3     | Jaime Punina | BRA  | 4:09,0 min |

Finale: 6. November

### 5000-Meter-Lauf Männer
| Platz | Athlet         | Land | Zeit        |
| ----- | -------------- | ---- | ----------- |
| 1     | Víctor Mora    | COL  | 15:23,9 min |
| 2     | Silvio Salazar | COL  | 15:51,4 min |
| 3     | Johnny Pérez   | BOL  | 15:59,4 min |

Finale: 5. November

### 10.000-Meter-Lauf Männer
| Platz | Athlet         | Land | Zeit        |
| ----- | -------------- | ---- | ----------- |
| 1     | Víctor Mora    | COL  | 31:56,4 min |
| 2     | Silvio Salazar | COL  | 32:57,1 min |
| 3     | Hugo Gavino    | PER  | 33:30,9 min |

Finale: 6. November

### Halbmarathon Männer
| Platz | Athlet         | Land | Zeit |
| ----- | -------------- | ---- | ---- |
| 1     | Víctor Mora    | COL  |      |
| 2     | Alfonso Torres | COL  |      |
| 3     | René Moldez    | BOL  |      |

Finale: 8. November
Die Länge des Kurses wird als zweifelhaft eingestuft.

### 110-Meter-Hürdenlauf Männer
| Platz | Athlet                | Land | Zeit   |
| ----- | --------------------- | ---- | ------ |
| 1     | Juan Carlos Fuentes   | CHI  | 14,2 s |
| 2     | Wellington da Nobrega | BRA  | 14,4 s |
| 3     | Andrés Lyon           | CHI  | 14,4 s |

Finale: 8. November

### 400-Meter-Hürdenlauf Männer
| Platz | Athlet                | Land | Zeit   |
| ----- | --------------------- | ---- | ------ |
| 1     | Antônio Dias Ferreira | BRA  | 52,3 s |
| 2     | Pablo Squella         | CHI  | 52,7 s |
| 3     | Donizete Soares       | BRA  | 53,0 s |

Finale: 6. November

### 3000-Meter-Hindernislauf Männer
| Platz | Athlet        | Land | Zeit        |
| ----- | ------------- | ---- | ----------- |
| 1     | Emilio Ulloa  | CHI  | 9:53,2 min  |
| 2     | Johnny Pérez  | BOL  | 9:54,2 min  |
| 3     | Eloi Schleder | BRA  | 10:19,6 min |

Finale: 7. November

### 4-mal-100-Meter-Staffel Männer
| Platz | Athleten                                                              | Land | Zeit   |
| ----- | --------------------------------------------------------------------- | ---- | ------ |
| 1     | Paulo Correia Paulo Lima Katsuhiko Nakaia Altevir de Araújo           | BRA  | 39,6 s |
| 2     | Héctor Fernández Juan Carlos Fuentes Luis Schneider Francisco Pichott | CHI  | 40,8 s |
| 3     | Ronald Raborg Giorgio Mautino Valverde Marco Mautino                  | PER  | 40,8 s |

Finale: 8. November

### 4-mal-400-Meter-Staffel Männer
| Platz | Athleten                                                           | Land | Zeit       |
| ----- | ------------------------------------------------------------------ | ---- | ---------- |
| 1     | Agberto Guimarães Geraldo Pegado Gérson de Souza José Luíz Barbosa | BRA  | 3:09,5 min |
| 2     | Muñoz Francisco Pichott Emilio Ulloa Pablo Squella                 | CHI  | 3:11,8 min |
| 3     | Jorge Díaz Nicolas Glass Raúl Lopez Angel Gagliano                 | ARG  | 3:12,2 min |

Finale: 6. November

### 20-Kilometer-Gehen
| Platz | Athlet            | Land | Zeit      |
| ----- | ----------------- | ---- | --------- |
| 1     | Osvaldo Morejon   | BOL  | 1:51:22 h |
| 2     | Ernesto Alfaro    | COL  | 1:52:52 h |
| 3     | Waldemar da Silva | BRA  | 1:53:10 h |

Finale: 7. November

### Hochsprung Männer
| Platz | Athlet            | Land | Höhe   |
| ----- | ----------------- | ---- | ------ |
| 1     | Jorge Achanjo     | BRA  | 2,15 m |
| 2     | Claudio de Freire | BRA  | 2,10 m |
|       | Daniel Wolfberg   | CHI  | 2,05 m |

Finale: 8. November

### Stabhochsprung Männer
| Platz | Athlet            | Land | Höhe   |
| ----- | ----------------- | ---- | ------ |
| 1     | Fernando Hoces    | CHI  | 4,90 m |
| 2     | Fernando Ruocco   | URU  | 4,70 m |
| 3     | Renato Bortolozzi | BRA  | 4,60 m |

Finale: 7. November

### Weitsprung Männer
| Platz | Athlet            | Land | Weite  |
| ----- | ----------------- | ---- | ------ |
| 1     | Francisco Pichott | CHI  | 7,55 m |
| 2     | Luis de Souza     | BRA  | 7,25 m |
| 3     | Claudio Flores    | BRA  | 7,25 m |

Finale: 6. November

### Dreisprung Männer
| Platz | Athlet                  | Land | Weite   |
| ----- | ----------------------- | ---- | ------- |
| 1     | João Carlos de Oliveira | BRA  | 17,05 m |
| 2     | Francisco Pichott       | CHI  | 16,23 m |
| 3     | Angel Gagliano          | ARG  | 15,95 m |

Finale: 5. November

### Kugelstoßen Männer
| Platz | Athlet       | Land | Weite   |
| ----- | ------------ | ---- | ------- |
| 1     | Gert Weil    | CHI  | 17,48 m |
| 2     | Juan Turri   | ARG  | 16,54 m |
| 3     | José Jacques | BRA  | 16,31 m |

Finale: 6. November

### Diskuswurf Männer
| Platz | Athlet            | Land | Weite   |
| ----- | ----------------- | ---- | ------- |
| 1     | José Jacques      | BRA  | 52,10 m |
| 2     | Alejandro Serrano | CHI  | 48,94 m |
| 3     | Andres Pérez      | CHI  | 45,44 m |

Finale: 7. November

### Hammerwurf Männer
| Platz | Athlet          | Land | Weite   |
| ----- | --------------- | ---- | ------- |
| 1     | Ivam Bertelli   | BRA  | 62,40 m |
| 2     | Celso de Moraes | BRA  | 61,22 m |
| 3     | Daniel Gómez    | ARG  | 59,72 m |

Finale: 5. November

### Speerwurf Männer
| Platz | Athlet            | Land | Weite   |
| ----- | ----------------- | ---- | ------- |
| 1     | José de Souza     | BRA  | 75,02 m |
| 2     | Luis Lucumi       | COL  | 71,76 m |
| 3     | Amilcar de Barros | BRA  | 70,12 m |

Finale: 8. November

### Zehnkampf Männer
| Platz | Athlet            | Land | Punkte |
| ----- | ----------------- | ---- | ------ |
| 1     | Paulo Lima        | BRA  | 7383   |
| 2     | Claudio Escauriza | PAR  | 6702   |
| 3     | Fernando Brito    | BRA  | 6607   |

5. und 6. November

## Frauenwettbewerbe
Die Mannschaftswertung bei den Frauen gewannen die Brasilianerinnen mit 178 Punkten vor den Chileninnen mit 86 Punkten sowie der Mannschaft Argentiniens mit 76 Punkten. Hinter den Kolumbianerinnen mit 50 Punkten erreichten Peru 36 Punkte, Bolivien 26 Punkte, Ecuador 24 Punkte und Uruguay 9 Punkte.

### 100-Meter-Lauf Frauen
| Platz | Athletin        | Land | Zeit   |
| ----- | --------------- | ---- | ------ |
| 1     | Carmela Bolivar | PER  | 11,2 s |
| 2     | Daisy Salas     | CHI  | 11,4 s |
| 3     | Sueli Machado   | BRA  | 11,4 s |

Finale: 8. November

### 200-Meter-Lauf Frauen
| Platz | Athletin        | Land | Zeit   |
| ----- | --------------- | ---- | ------ |
| 1     | Eucaris Caicedo | COL  | 23,6 s |
| 2     | Sueli Machado   | BRA  | 23,8 s |
| 3     | Carmela Bolivar | PER  | 24,0 s |

Finale: 6. November

### 400-Meter-Lauf Frauen
| Platz | Athletin          | Land | Zeit   |
| ----- | ----------------- | ---- | ------ |
| 1     | Eucaris Caicedo   | COL  | 53,6 s |
| 2     | Tania Miranda     | BRA  | 55,7 s |
| 3     | Silvia Augsburger | ARG  | 56,0 s |

Finale: 8. November

### 800-Meter-Lauf Frauen
| Platz | Athletin        | Land | Zeit       |
| ----- | --------------- | ---- | ---------- |
| 1     | Nancy González  | CHI  | 2:17,7 min |
| 2     | Luz Villa       | COL  | 2:19,1 min |
| 3     | Sandra Ferreira | BRA  | 2:21,5 min |

Finale: 8. November

### 1500-Meter-Lauf Frauen
| Platz | Athletin          | Land | Zeit       |
| ----- | ----------------- | ---- | ---------- |
| 1     | Norma Vallejos    | CHI  | 4:57,9 min |
| 2     | Nancy Chiliquinga | ECU  | 5:01,9 min |
| 3     | Mery Rojas        | BOL  | 5:04,0 min |

Finale: 5. November

### 3000-Meter-Lauf Frauen
| Platz | Athletin          | Land | Zeit        |
| ----- | ----------------- | ---- | ----------- |
| 1     | Maricruz Sanjines | BOL  | 11:04,2 min |
| 2     | Norma Vallejos    | CHI  | 11:09,0 min |
| 3     | Mery Rojas        | BOL  | 11:20,5 min |

Finale: 8. November

### 100-Meter-Hürdenlauf Frauen
| Platz | Athletin           | Land | Zeit   |
| ----- | ------------------ | ---- | ------ |
| 1     | Juraciara da Silva | BRA  | 13,5 s |
| 2     | Nancy Vallecilla   | ECU  | 13,8 s |
| 3     | Beatriz Capotosto  | ARG  | 13,9 s |

Finale: 8. November

### 400-Meter-Hürdenlauf Frauen
| Platz | Athletin           | Land | Zeit   |
| ----- | ------------------ | ---- | ------ |
| 1     | Conceição Geremias | BRA  | 60,0 s |
| 2     | Nancy Vallecilla   | ECU  | 62,2 s |
| 3     | Maria Ferreira     | BRA  | 62,7 s |

Finale: 6. November

### 4-mal-100-Meter-Staffel Frauen
| Platz | Athletinnen                                                            | Land | Zeit   |
| ----- | ---------------------------------------------------------------------- | ---- | ------ |
| 1     | Juraciara da Silva Conceição Geremias Sueli Machado Sheila de Oliveira | BRA  | 45,3 s |
| 2     | Margarita Bustios Carmela Bolivar Rosa Brigitte Winter                 | PER  | 46,7 s |
| 3     | Susan Jenkins Araceli Bruschini Maria Besada Beatriz Capotosto         | ARG  | 46,9 s |

Finale: 8. November

### 4-mal-400-Meter-Staffel Frauen
| Platz | Athletinnen                                                                   | Land | Zeit       |
| ----- | ----------------------------------------------------------------------------- | ---- | ---------- |
| 1     | Tania Miranda Elba Barbosa Maria do Carmo Fialho Sueli Machado                | BRA  | 3:49,4 min |
| 2     | Silvia Augsburger Yvonne Neddermann Marcela López Espinoza Annabella Dal Lago | ARG  | 3:51,0 min |
| 3     | Zeballos Mónica Regonesi Norma Vallejos Graciela Mardones                     | CHI  | 3:59,3 min |

Finale: 6. November

### Hochsprung Frauen
| Platz | Athletin         | Land | Höhe   |
| ----- | ---------------- | ---- | ------ |
| 1     | Ana Maria Marcon | BRA  | 1,84 m |
| 2     | Beatriz Bonfim   | BRA  | 1,77 m |
| 3     | Liliana Arigoni  | ARG  | 1,71 m |

Finale: 5. November

### Weitsprung Frauen
| Platz | Athletin           | Land | Weite  |
| ----- | ------------------ | ---- | ------ |
| 1     | Conceição Geremias | BRA  | 6,26 m |
| 2     | Araceli Bruschini  | ARG  | 6,22 m |
| 3     | Graciela Acosta    | URU  | 5,97 m |

Finale: 7. November

### Kugelstoßen Frauen
| Platz | Athletin             | Land | Weite   |
| ----- | -------------------- | ---- | ------- |
| 1     | Marinalva dos Santos | BRA  | 14,80 m |
| 2     | Maria Fernandes      | BRA  | 13,18 m |
| 3     | Patricia Guerrero    | PER  | 12,97 m |

Finale: 8. November

### Diskuswurf Frauen
| Platz | Athletin           | Land | Weite   |
| ----- | ------------------ | ---- | ------- |
| 1     | Odete Domingos     | BRA  | 47,62 m |
| 2     | Selene Saldarriaga | COL  | 44,22 m |
| 3     | Gloria Martínez    | CHI  | 41,36 m |

Finale: 6. November

### Speerwurf Frauen
| Platz | Athletin            | Land | Weite   |
| ----- | ------------------- | ---- | ------- |
| 1     | Marli dos Santos    | BRA  | 50,52 m |
| 2     | Caromina Weil       | CHI  | 49,96 m |
| 3     | Ana María Campillay | ARG  | 47,70 m |

Finale: 5. November

### Siebenkampf Frauen
| Platz | Athletin          | Land | Punkte |
| ----- | ----------------- | ---- | ------ |
| 1     | Yvonne Neddermann | ARG  | 5451   |
| 2     | Olga Verissimo    | BRA  | 5116   |
| 3     | Paola Raab        | CHI  | 5081   |

7. und 8. November

## Medaillenspiegel
| Medaillenspiegel Endstand nach 39 Entscheidungen | Medaillenspiegel Endstand nach 39 Entscheidungen | Medaillenspiegel Endstand nach 39 Entscheidungen | Medaillenspiegel Endstand nach 39 Entscheidungen | Medaillenspiegel Endstand nach 39 Entscheidungen | Medaillenspiegel Endstand nach 39 Entscheidungen |
| Platz                                            | Land                                             | Gold                                             | Silber                                           | Bronze                                           | Gesamt                                           |
| ------------------------------------------------ | ------------------------------------------------ | ------------------------------------------------ | ------------------------------------------------ | ------------------------------------------------ | ------------------------------------------------ |
| 1                                                | Brasilien                                        | 21                                               | 12                                               | 12                                               | 45                                               |
| 2                                                | Chile                                            | 9                                                | 8                                                | 9                                                | 26                                               |
| 3                                                | Kolumbien                                        | 5                                                | 7                                                | -                                                | 12                                               |
| 4                                                | Bolivien                                         | 2                                                | 2                                                | 4                                                | 8                                                |
| 5                                                | Argentinien                                      | 1                                                | 3                                                | 8                                                | 12                                               |
| 6                                                | Peru                                             | 1                                                | 1                                                | 4                                                | 6                                                |
| 7                                                | Ecuador                                          | -                                                | 3                                                | 1                                                | 4                                                |
| 8                                                | Uruguay                                          | -                                                | 1                                                | 1                                                | 2                                                |
| 9                                                | Panama                                           | -                                                | 1                                                | -                                                | 1                                                |
|                                                  | Paraguay                                         | -                                                | 1                                                | -                                                | 1                                                |